# サケイ

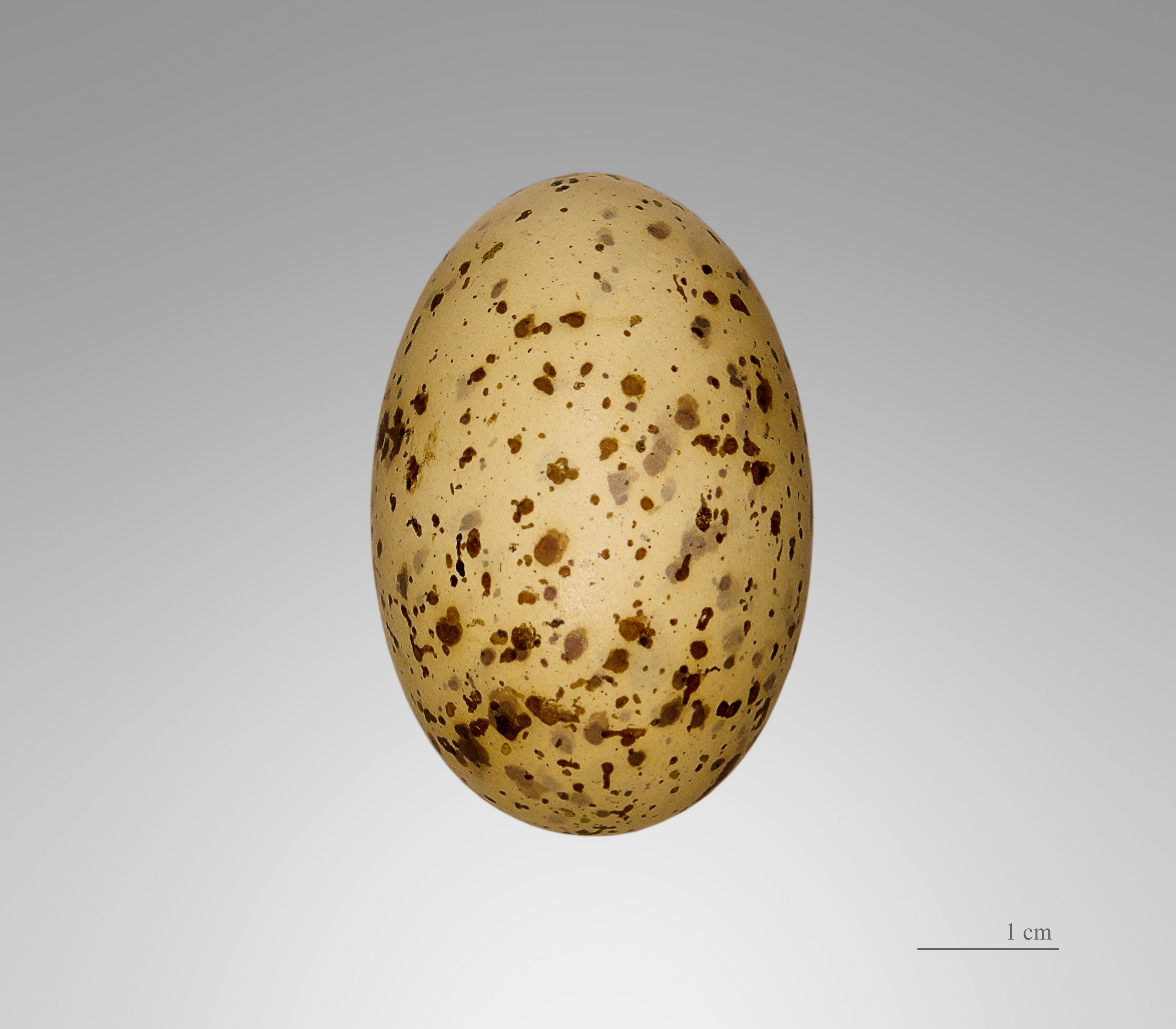
サケイの卵

サケイ（沙鶏、学名 Syrrhaptes paradoxus）は、鳥類サケイ科の1種である。

## 分布

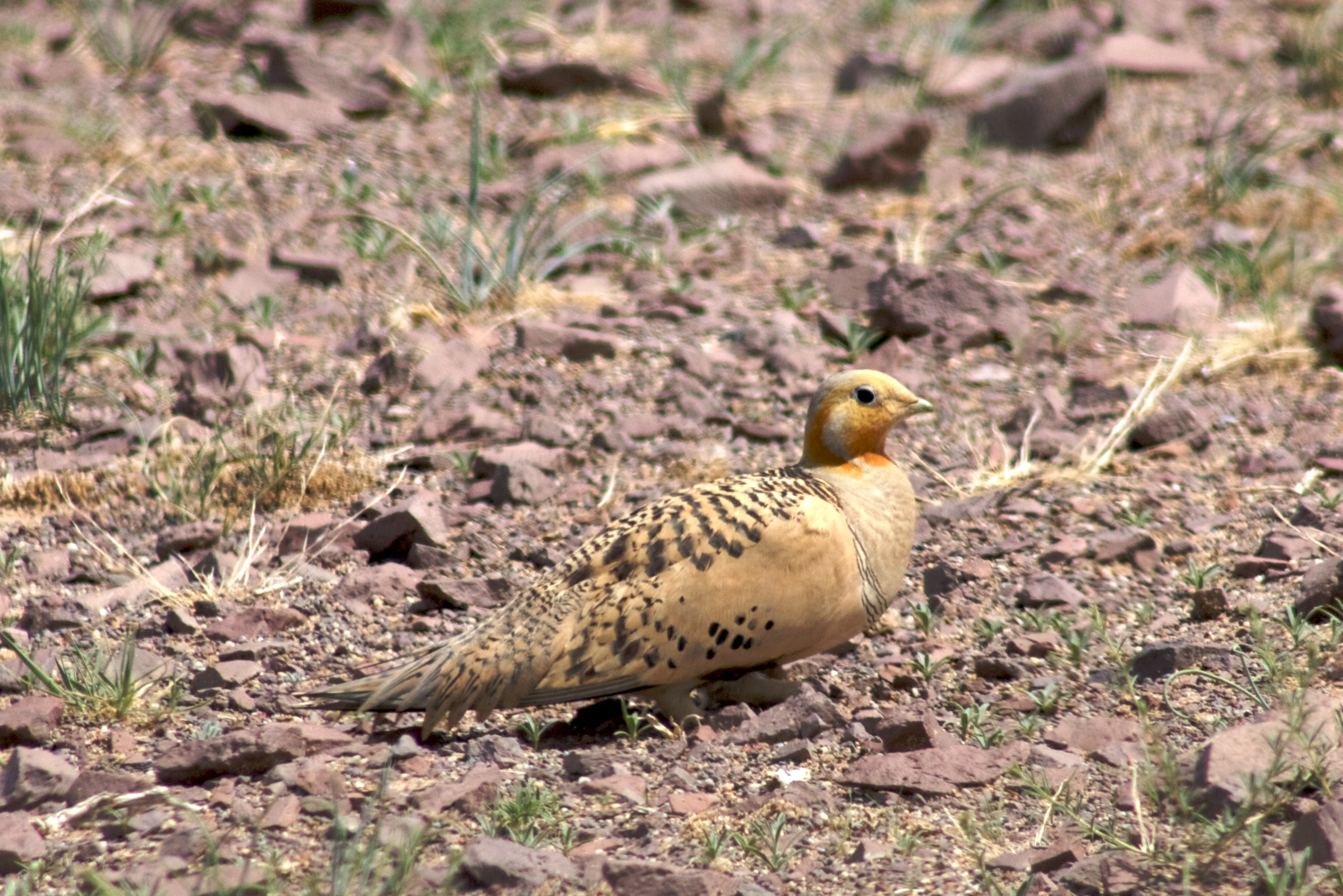
ゴビ砂漠のサケイ

旧北区。中国北部から、モンゴル、中央アジアのカスピ海東岸までの内陸に生息する。
通常は渡りをしないが、個体数が増えたときは遠方まで飛ぶことがあり、1906年にはヨーロッパに大群が訪れた。日本では迷鳥で、10例ほどの観察記録がある。

## 形態
全長約38cm。体は太り気味で足が短い。翼は長く、先がとがっている。顔は澄褐色、体はやや灰色がかった保護色となっている。
腹部の羽毛は、後述する水を保持しやすい構造となっている。

## 食餌
乾燥した種子を食べるため、水を必要とする。昆虫なども捕食する。夜明けと夕暮れに水場に飛び、1日に最大121 km (75 mi)を往復する。オスのサケイは、水場で自らの喉を潤すと同時に腹部の羽毛にサケイの全体重の15%の重量の水を吸わせて、巣のヒナたちに水を運ぶ。

## 標本の消失
1970年に南三陸町で保護され、その数日後に死亡した個体の標本を志津川愛鳥会親交会が所蔵していた。この標本は、山階鳥類研究所への寄贈が決まり、2011年4月以降に移動させる予定だったが、東日本大震災で失われた。